# Klivien
Die Klivien (Clivia), auch Riemenblatt genannt, sind eine Pflanzengattung in der Unterfamilie Amaryllidoideae innerhalb der Familie der Amaryllisgewächse (Amaryllidaceae). Die etwa sechs Arten sind im Südlichen Afrika verbreitet. Sorten von Clivia miniata und Clivia nobilis werden als Zierpflanzen verwendet.

## Beschreibung

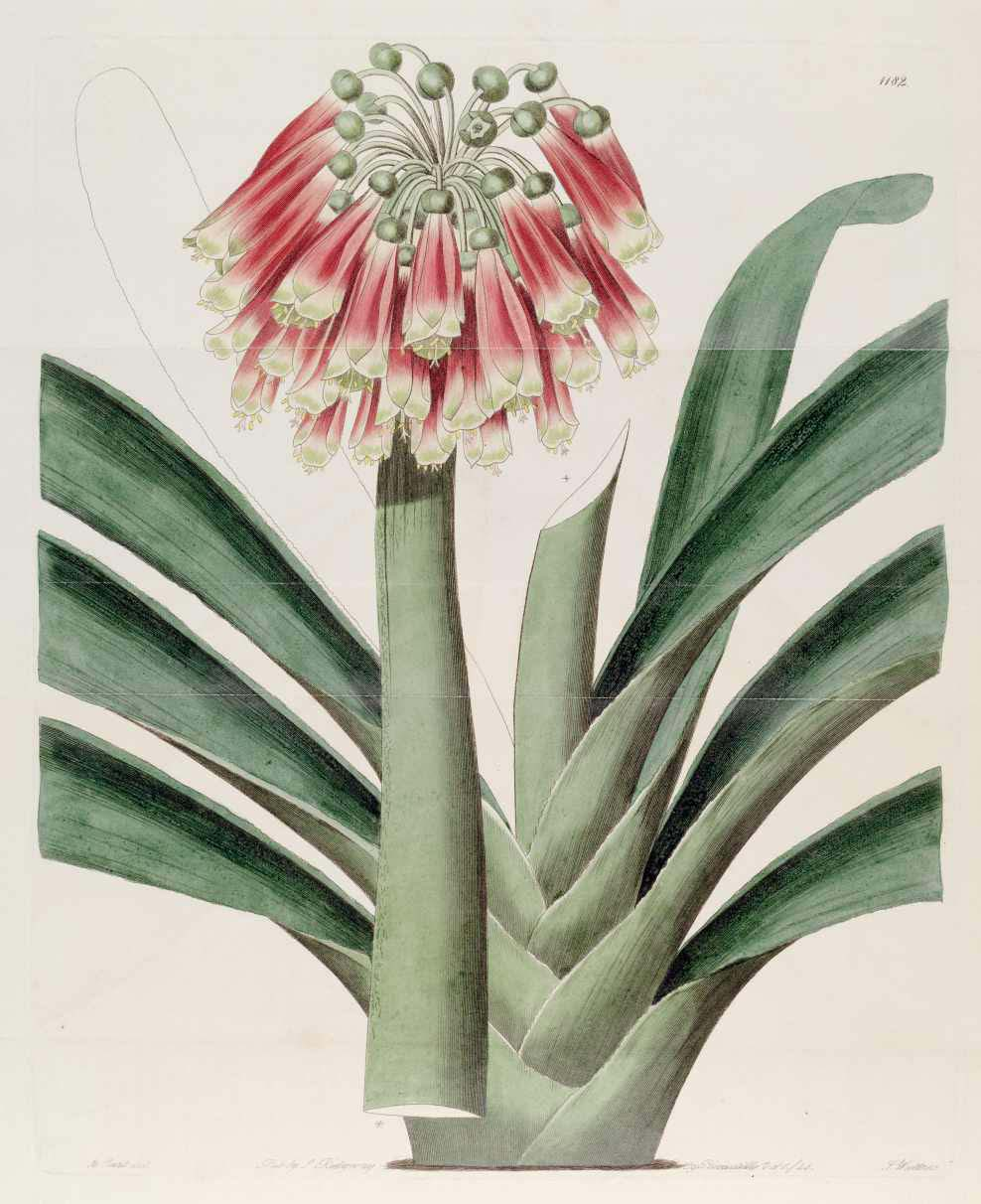
Illustration von Clivia nobilis

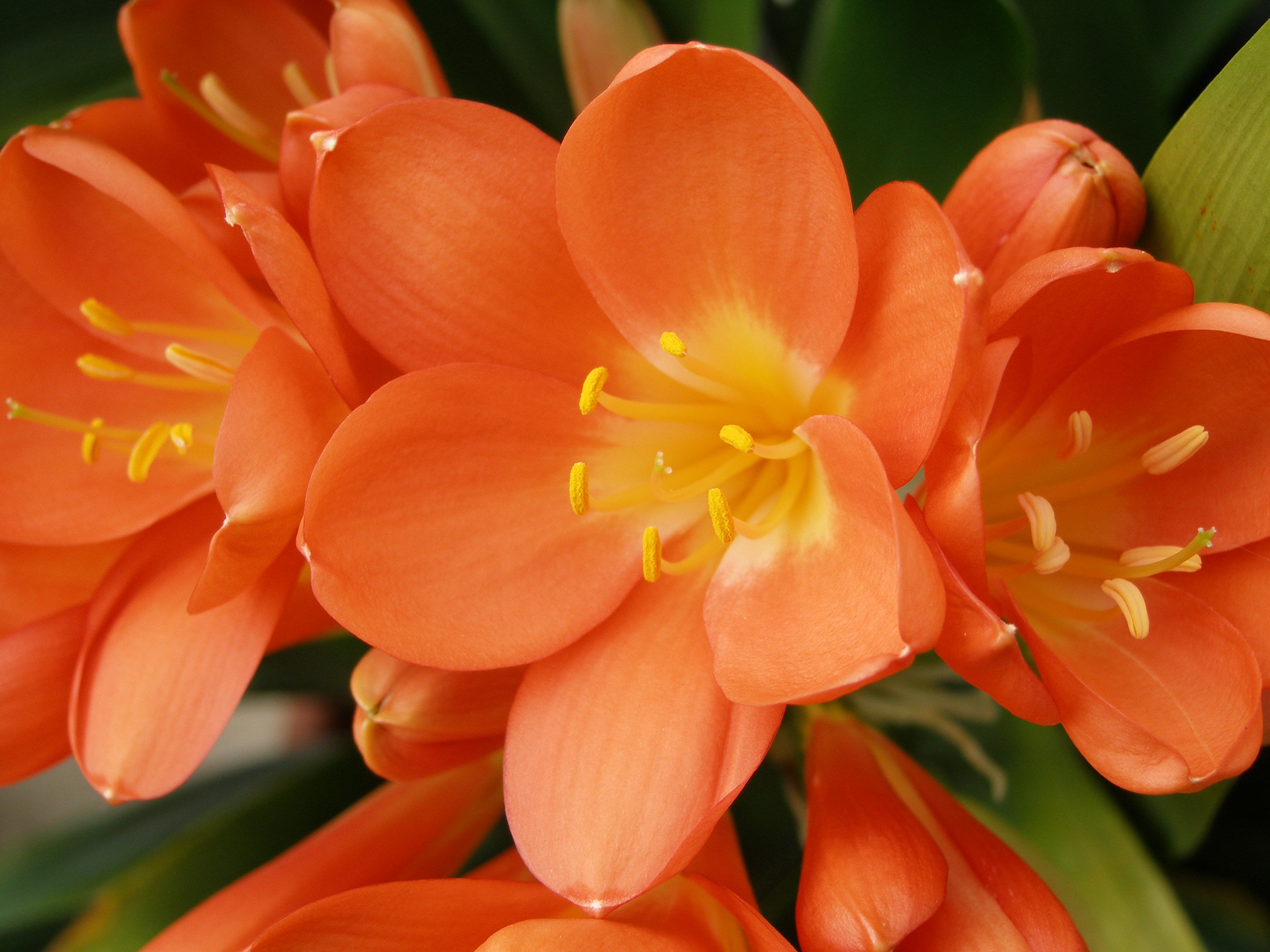
Blüten im Detail von Clivia miniata

### Erscheinungsbild und Blätter
Clivia-Arten wachsen als immergrüne, ausdauernde krautige Pflanzen, die Wuchshöhen von etwa 60 Zentimeter erreichen. Sie bilden Rhizome.
Die grundständigen und mehr oder weniger zweizeilig angeordneten, aufrechten bis zurückgekrümmten Laubblätter sind ungestielt und meist länger als die Blütenstände. Die einfachen Blattspreiten sind riemenförmig mit einem sich verschmälernden oder breiten oberen Ende. Der Blattrand ist meist glatt, selten winzig gesägt.

### Blütenstände und Blüten
Der aufrechte Blütenstandsschaft ist fleischig. Die vier oder mehr Tragblätter verwelken früh. Zehn bis zwanzig gestielte Blüten stehen in einem doldigen Blütenstand zusammen.
Die zwittrigen Blüten sind mehr oder weniger radiärsymmetrisch und dreizählig. Die sechs gleichgestaltigen Blütenhüllblätter sind hellrot bis orangefarben, seltener gelb. Es sind sechs Staubblätter mit deutlich erkennbaren Staubfäden vorhanden. Der Griffel endet in einer dreispaltigen Narbe.

### Früchte
Es werden Beeren gebildet.

### Chromosomensätze
Die Chromosomengrundzahl beträgt x = 11.

### Inhaltsstoffe
Die Klivien enthalten, ebenso wie auch die Belladonnalilie (Amaryllis belladonna), das Alkaloid Lycorin. Folgende giftige Inhaltsstoffe sind enthalten: Alkaloide, unter anderem Lycorin (47 %), Clivimin und Clivatin.

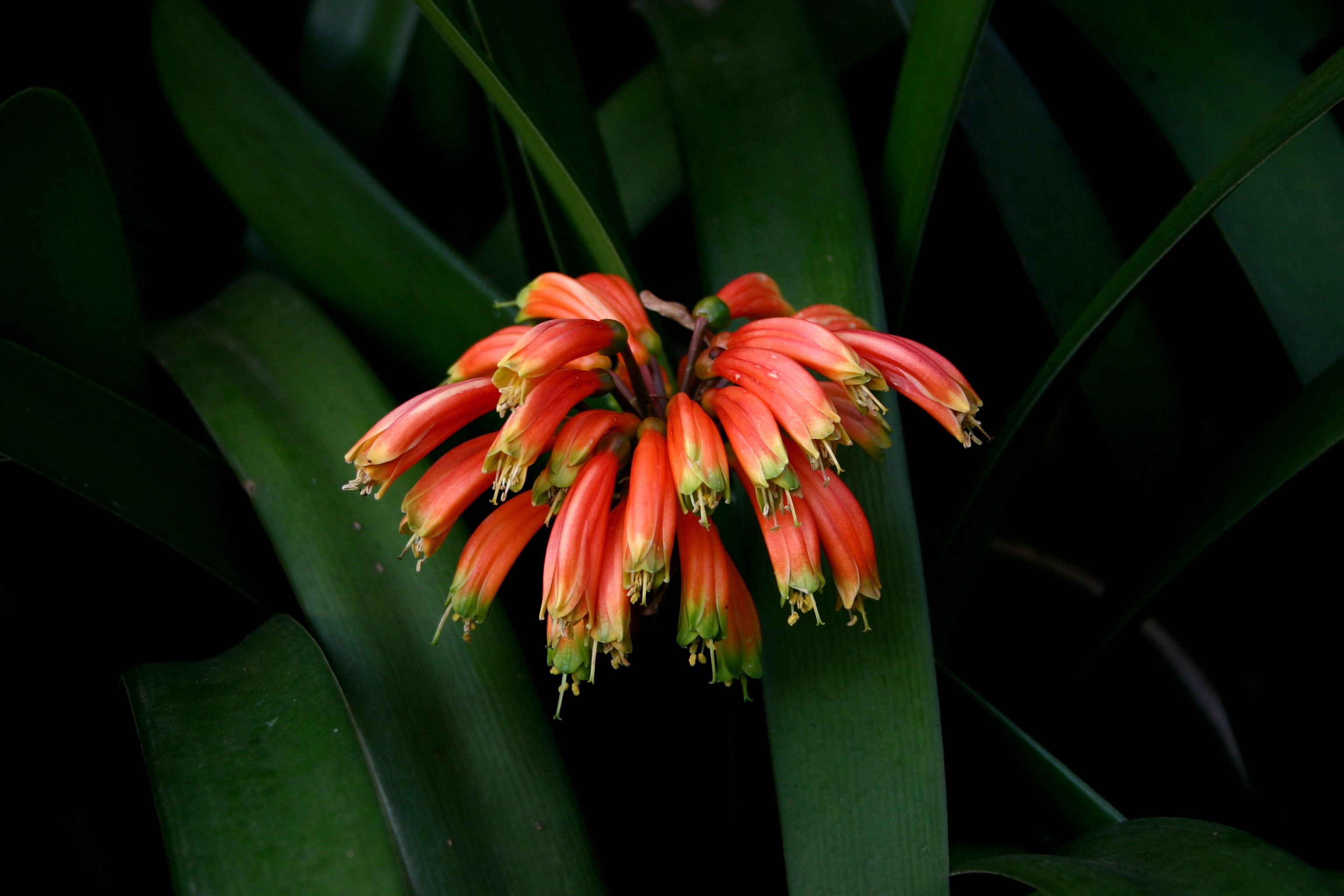
Blütenstand von Clivia nobilis

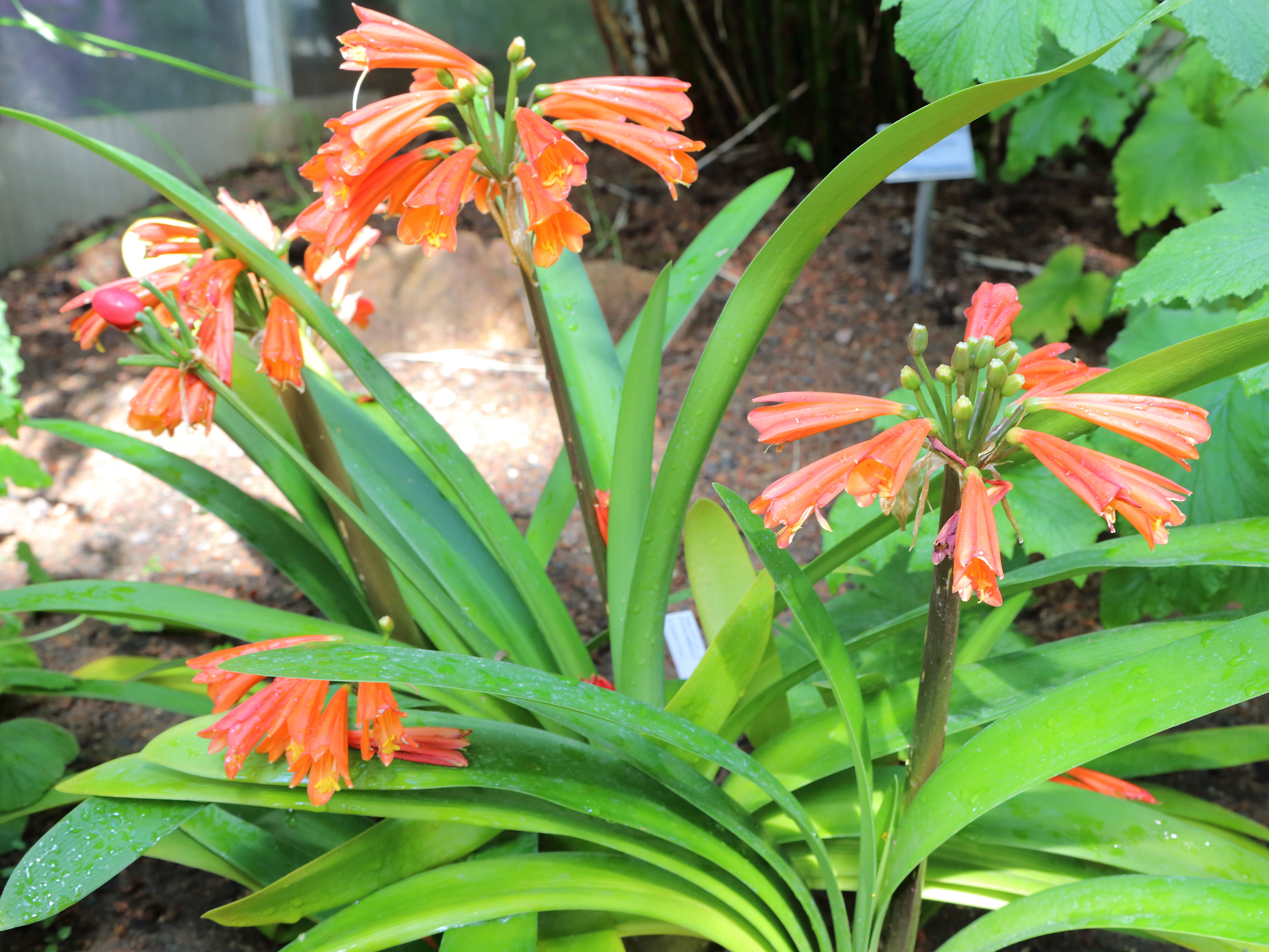
Habitus, Laubblätter und Blütenstände von Clivia robusta

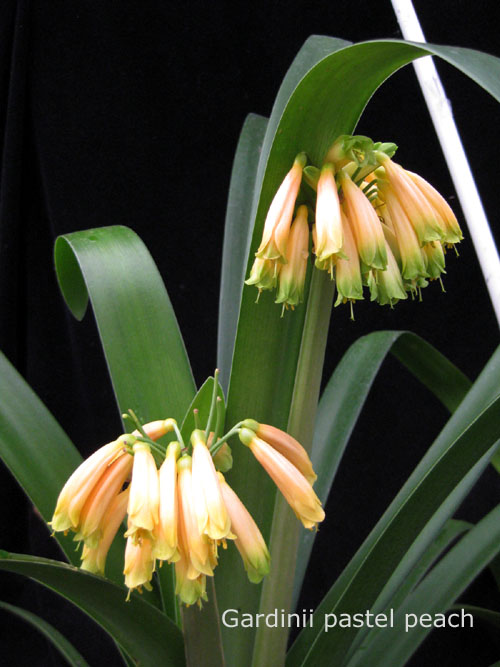
Habitus, Laubblätter und Blütenstände von Clivia gardenii 'Pastel Peach'

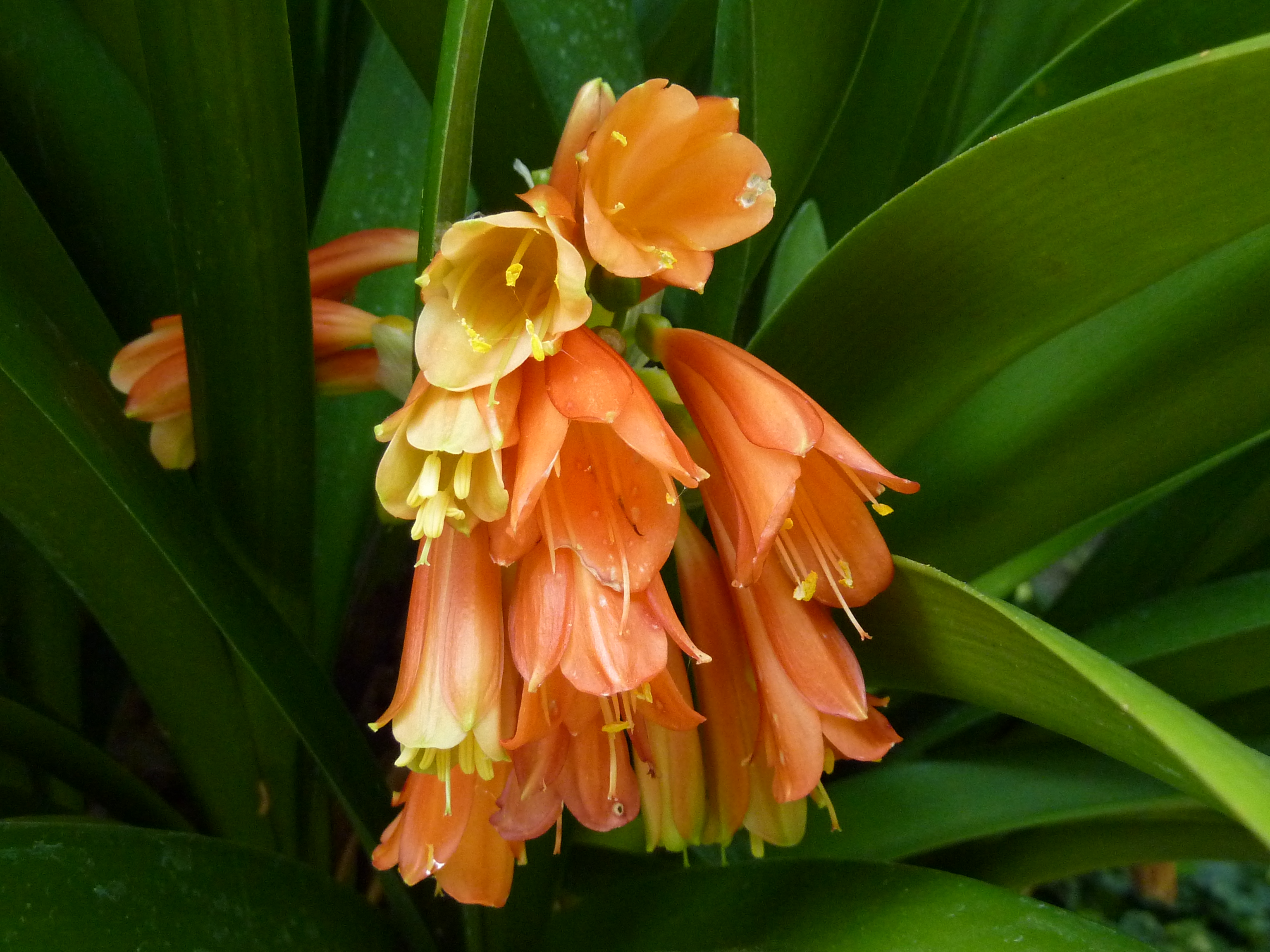
Blütenstand von Clivia ×cyrtanthifolia

## Systematik und Verbreitung
Die Gattung Clivia wurde 1828 durch John Lindley in Botanical Register, ..., Volume 14: Tafel 1182 aufgestellt. Typusart ist Clivia nobilis Lindl. Der Gattungsname Clivia ehrt Lady Charlotte Florentia Clive (1787–1866), Herzogin von Northumberland, eine Gouvernante der späteren Königin Victoria; in ihren Gewächshäusern konnte eine Clivia zum ersten Mal in Europa zum Blühen gebracht werden. Synonyme für Clivia Lindl. sind: Imatophyllum Hook., Himantophyllum Spreng. orth. var., Imantophyllum Hook. nom. illeg.
Die Gattung Clivia gehört zur Tribus Haemantheae in der Unterfamilie Amaryllidoideae innerhalb der Familie der Amaryllidaceae. Früher wurde sie auch in die Familie der Liliaceae eingeordnet.
Es gibt früher fünf, seit 2004 sechs Clivia-Arten:
- Clivia caulescens R.A.Dyer: Sie ist in Eswatini und in den südafrikanischen Provinzen Limpopo sowie Mpumalanga verbreitet. Sie gedeiht am Waldrand und in -lichtungen. Sie wurde in der Roten Liste der gefährdeten Pflanzenarten Südafrikas als „Near Threatened“ = „gering gefährdet“ bewertet.[6]
- Clivia gardenii Hook.: Sie kommt nur vom Ngome Forest bis zu den KwaZulu-Natal Midlands in KwaZulu-Natal vor. Sie gedeiht in der Krautschicht von Wäldern. Die Bestände nehmen fortlaufend ab. Sie wird in der Roten Liste der gefährdeten Pflanzenarten Südafrikas als „vulnerable“ = „gefährdet“ eingestuft.[6]
- Clivia miniata (Lindl.) Regel: Es gibt zwei Varietäten:
  - Clivia miniata var. citrina Watson (Syn.: Clivia miniata var. flava E.Phillips)[6] Die beiden Varietäten unterscheiden sich nicht nur in der Blütenfarbe, sondern auch genetisch signifikant. Diese Varietät dürfte wohl etwa das gleiche Verbreitungsgebiet wie die andere aufweisen.
  - Clivia miniata (Lindl.) Regel var. miniata: Sie ist von Barberton bis zur Mündung des Kei in Eswatini und in den südafrikanischen Provinzen Ostkap, KwaZulu-Natal sowie Mpumalanga verbreitet. Sie gedeiht in Höhenlagen von 100 bis 1400 Metern. Die Bestände nehmen fortlaufend ab. Sie wird in der Roten Liste der gefährdeten Pflanzenarten Südafrikas als „vulnerable“ = „gefährdet“ eingestuft.[6]
- Clivia mirabilis Rourke: Dieser Endemit  kommt nur in Nieuwoudtville im Nordkap vor. Es sind nur zwei Fundorte auf dem Bokkeveldplateau bekannt. Er geht im lichten Schatten im Buschwald. Obwohl es vielfältige Beeinträchtigungen gibt gelten die Bestände als stabil. Sie wird in der Roten Liste der gefährdeten Pflanzenarten Südafrikas als „vulnerable“ = „gefährdet“ eingestuft.[6]
- Clivia nobilis Lindl.: Dieser Endemit kommt nur am Suurberg nördlich von Paterson und von der Mündung des Bushman's-River bis zur Mündung des Qora River im Ostkap vor. Er gedeiht in Küsten- sowie Inlandwäldern in Höhenlagen unterhalb von 600 Metern. Die Bestände nehmen aus vielfältigen Gründen fortlaufend ab. Sie wird in der Roten Liste der gefährdeten Pflanzenarten Südafrikas als „vulnerable“ = „gefährdet“ eingestuft.[6]
- Clivia robusta B.G.Murray, Ran, De Lange, Hammett, Truter & Swanevelder: Sie wurde in B. G. Murray, Y. Ran, P. J. De Lange, K. R. W. Hammett, J. T. Truter & Z. H. Swanevelder: A new species of Clivia (Amaryllidaceae) endemic to the Pondoland Centre of Endemism, South Africa, In: Botanical Journal of the Linnean Society, Volume 146, 2004, S. 370 erstbeschrieben. Dieser Endemit gedeiht im Marschland im Afromontanen Wald in Höhenlagen von 0 bis 500 Metern an voneinander isolierten Standorten nur in Pondoland von Port St, Johns bis zum uMzimkhulu River nördlich von Oribi Gorge im Ostkap sowie KwaZulu-Natal vor. Sie wird in der Roten Liste der gefährdeten Pflanzenarten Südafrikas als „vulnerable“ = „gefährdet“ eingestuft.[6]

## Nutzung
Sorten von hauptsächlich Clivia miniata sowie Clivia nobilis und von Hybriden werden als Zierpflanzen in tropischen bis subtropischen Parks sowie Gärten und als Zimmerpflanzen verwendet.